# Jean Chabot (peintre)
Pour les articles homonymes, voir Jean Chabot.
Jean Chabot, né le 4 février 1914 à Cerizay et mort le 18 février 2015, est un peintre français. Ses paysages s'inscrivent dans les courants de l'impressionnisme et du fauvisme.

## Biographie
En 1919, sa famille vient s'installer à Trentemoult, petit port de la banlieue de Nantes, situé sur le bord de la Loire. C'est là que naît sa vocation. Il devient élève de l'école des Beaux-Arts de Nantes en octobre 1932. 
Il sera influencé par son professeur, Paul Deltombe, peintre ayant appartenu au groupe des « Fauves », qui lui transmettra ses valeurs :
sobriété dans l'expression, goût pour les couleurs fortes et souci d'une composition solide. 
PRIX ABDEL TIF 1947.